# Paulino de Gales
San Paulino de Gales es un santo galés venerado en Carmarthenshire
Paulino vivió como eremita y maestro en un lugar identificado como Whitland (o Hendy Gwyn ar Daf), Carmarthenshire, sudeste de Gales. Allí fue el tutor de San David y San Teilo. Fundó iglesias y capillas alrededor de Llandovery. Atendió el Sínodo de Llanddewi Brefi en 545, donde nominó a David para que hablase. Una inscripción del siglo VI en una roca encontrada por Caeo en Carmarthenshire, y ahora en el Museo de Carmarthenshire tiene un honor para él como "preservador de la fe, enamorado constante de su país, campeón de la justicia. Su fiesta se celebra el 23 de noviembre. G.H. Doble piensa que puede ser la misma persona que Pablo Aureliano.